# Beni (Repubblica Democratica del Congo)
Beni è una città della Repubblica Democratica del Congo, situata nella Provincia del Kivu Nord.